# Monasterio Yaw Mingyi
El monasterio Yaw Mingyi (en birmano: ယောမင်းကြီးအုတ်ကျောင်း) es un monasterio budista en Mandalay, Birmania, construido en 1866 bajo el patrocinio de Pho Hlaing, el Yaw Mingyi. A diferencia de los monasterios birmanos clásicos, esta era de ladrillo inspirado en un hotel que Yaw Mingyi había visto mientras viajaba por el sur de Italia, y, como tal, adopta adornos europeos y está extravagantemente tallado en yeso. Estaba ubicado cerca del Monasterio de Salin. La infraestructura de madera se quemó durante el bombardeo aliado de Mandalay durante la Segunda Guerra Mundial, aunque se mantuvo la estructura de ladrillo.